# Anostomoides
Anostomoides é um gênero de peixes sul-americanos de água doce.

## Espécies
- Anostomoides atrianalis, Pellegrin, 1909
- Anostomoides laticeps, (C. H. Eigenmann, 1912)
- Anostomoides passionis, Dos Santos & Zuanon, 2006